# C/1702 H1
La cometa C/1702 H1 è una cometa non periodica scoperta il 20 aprile 1702 dagli astronomi italiani Francesco Bianchini e Giacomo Filippo Maraldi. All'epoca non si usava chiamare le comete con il nome dello scopritore ed è per questo motivo che la cometa non porta il nome di Bianchini-Maraldi.
Il 20 aprile 1702 è transitata a 0,0435 UA (circa 6 507 507km) dalla Terra.